# Association belge de science politique
Pour les articles homonymes, voir ABSP.
L'association belge francophone de science politique (ABSP) est une association sans but lucratif belge regroupant près de 200 membres (pour la plupart chercheurs ou professeurs de science politique en Communauté française de Belgique) et ayant pour objectif principal le développement de la science politique. Elle gère le blog académique BePolitix, dont l'objectif est de diffuser la recherche belge en science politique pour une meilleure compréhension des phénomènes contemporains.

## Objectifs
L’association s’est fixé pour objectif principal le développement de la science politique, et plus particulièrement :
- la représentation de la science politique de la Communauté française de Belgique ;
- la coopération entre les universités et les centres de recherche ;
- la promotion des intérêts scientifiques et professionnels des enseignants et chercheurs ;
- une coordination de l’accès aux ressources publiques et privées, communautaires, régionales, fédérales, européennes et internationales susceptibles de favoriser la recherche et le développement de la science politique ;
- l’organisation de groupes de travail sur des sujets d’intérêt commun et de manifestations scientifiques diverses tels des séminaires ou des colloques ;
- la réalisation et la diffusion de publications, en ce inclus un bulletin de contact à l’attention de ses membres ;
- la confection et la tenue à jour d’un fichier des enseignants et chercheurs en science politique en Communauté française de Belgique.

## Historique
C’est en 1951 que fut créé l’Institut Belge de Science Politique (IBSP) - Belgisch Instituut voor Wetenschap der Politiek (BIWP), une des premières associations nationales de science politique.
En 1979, dans la foulée du processus de fédéralisation du pays, l’IBSP fut scindé en deux associations : l’une francophone (Institut de Science Politique - ISP) et l’autre néerlandophone (Politologisch Instituut), développant chacune leurs activités propres.
Au début de l’année 1995, la volonté de relancer une dynamique de coopération et de concertation fut émise par un nombre important de chercheurs en Communauté française de Belgique, ce qui se traduisit par la mise sur pied d’un groupe de travail. Celui-ci arriva finalement à la conclusion qu’il était indiqué de créer une nouvelle structure.
La nouvelle association a été officiellement créée le 11 juin 1996, tandis que l’ISP a été dissous.

## Organisation
L'association belge francophone de science politique (ABSP) se réunit en assemblée générale au moins une fois par an. Tous les trois ans, elle élit un conseil d'administration comportant au maximum 20 membres. Ceux-ci choisissent en leur sein les 5 membres du Bureau (notamment le président, le vice-président, le secrétaire et le trésorier).

### Liste des présidents
- De 1996 à 2000 : André-Paul Frognier, de l'UCLouvain.
- De 2000 à 2003 : Bérengère Marques-Pereira, de l'ULB.
- De 2003 à 2006 : Pierre Verjans, de l'ULiège.
- De 2006 à 2009 : Benoît Rihoux, de l'UCLouvain.
- De 2009 à 2012 : Corinne Gobin, de l'ULB.
- De 2012 à 2015 : Geoffroy Matagne, de l'ULiège.
- De 2015 à 2018 : Min Reuchamps, de l'UCLouvain.
- De 2018 à 2021 : Émilie Van Haute, de l'ULB.
- De 2021 à 2024 : Geoffrey Grandjean, de l'ULiège.
- Depuis 2024 : Virginie Van Ingelgom, de l'UCLouvain.

## BePolitix
En mars 2018, les membres de l'ABSP décident de créer le blog académique BePolitix dans le but de diffuser la recherche belge en science politique auprès d’un public large. L’objectif du blog est, en effet, de montrer l’apport de la science politique à la compréhension de phénomènes, d’évènements et de développements politiques contemporains en Belgique, en Europe et dans le monde. Les billets sont rédigés par des chercheurs rattachés à une université belge. Chaque billet présente, dans un style direct et accessible, une recherche ayant fait l’objet d’une publication récente dans une revue ou un ouvrage scientifique. 
BePolitix maintient une position éditoriale impartiale basée sur les principes académiques et dispositions légales. Le blog ne s'aligne pas avec des causes ou des mouvements spécifiques et cherche à fournir une plateforme ouverte permettant à ses auteur.e.s de présenter une analyse scientifique en liberté.

### Liste des membres de l'équipe éditoriale
- Élise Rousseau, de l'Université de Namur
- François Debras, de l'ULg
- Catherine Xhardez, de l'Université Saint-Louis - Bruxelles
- Guillaume Grignard, de l'ULB

## Partenaires internationaux
L'ABSP est membre de l'Association internationale de science politique (IPSA-AISP) et entretient des liens étroits avec les autres associations francophones de science politique, en particulier l'Association française de science politique (AFSP), la Société québécoise de science politique (SQSP), l'Association suisse de science politique (ASSP) et l'Association de science politique du Luxembourg (Luxpol). Tous les trois ans depuis 2005, ces cinq associations organisent à tour de rôle un congrès international des associations francophones de science politique. En avril 2011, c'était au tour de l'ABSP d'organiser ce Congrès, à l'Université libre de Bruxelles.